# Indiana Fever 2007
La stagione 2007 delle Indiana Fever fu l'8ª nella WNBA per la franchigia.
Le Indiana Fever arrivarono seconde nella Eastern Conference con un record di 21-13. Nei play-off vinsero la semifinale di conference con le Connecticut Sun (2-1), perdendo poi la finale di conference con le Detroit Shock (2-1).

## Roster
| N° | Naz.                   | Ruolo | Sportivo           | Anno | Alt. | Peso |
| -- | ---------------------- | ----- | ------------------ | ---- | ---- | ---- |
| 3  | Stati Uniti (bandiera) | G     | K.B. Sharp         | 1981 | 175  | 68   |
| 7  | Stati Uniti (bandiera) | G     | Ann Strother       | 1983 | 191  | 75   |
| 8  | Canada (bandiera)      | C     | Tammy Sutton-Brown | 1978 | 193  | 91   |
| 15 | Stati Uniti (bandiera) | G     | Tan White          | 1982 | 170  | 70   |
| 24 | Stati Uniti (bandiera) | A     | Tamika Catchings   | 1979 | 185  | 76   |
| 30 | Stati Uniti (bandiera) | G     | Anna DeForge       | 1976 | 178  | 73   |
| 32 | Stati Uniti (bandiera) | A     | Ebony Hoffman      | 1982 | 188  | 98   |
| 35 | Stati Uniti (bandiera) | C     | Kasha Terry        | 1983 | 191  | 84   |
| 41 | Australia (bandiera)   | G     | Tully Bevilaqua    | 1972 | 170  | 66   |
| 43 | Stati Uniti (bandiera) | C     | Alison Bales       | 1985 | 201  | 99   |
| 55 | Stati Uniti (bandiera) | A     | Sheri Sam          | 1974 | 183  | 73   |
| 91 | Stati Uniti (bandiera) | A     | Tamika Whitmore    | 1977 | 188  | 86   |

## Staff tecnico
- Allenatore: Brian Winters
- Vice-allenatori: Lin Dunn, Julie Plank
- Preparatore atletico: Holly Heitzman
- Preparatore fisico: Greg Moore